# 巴爾塞納火山

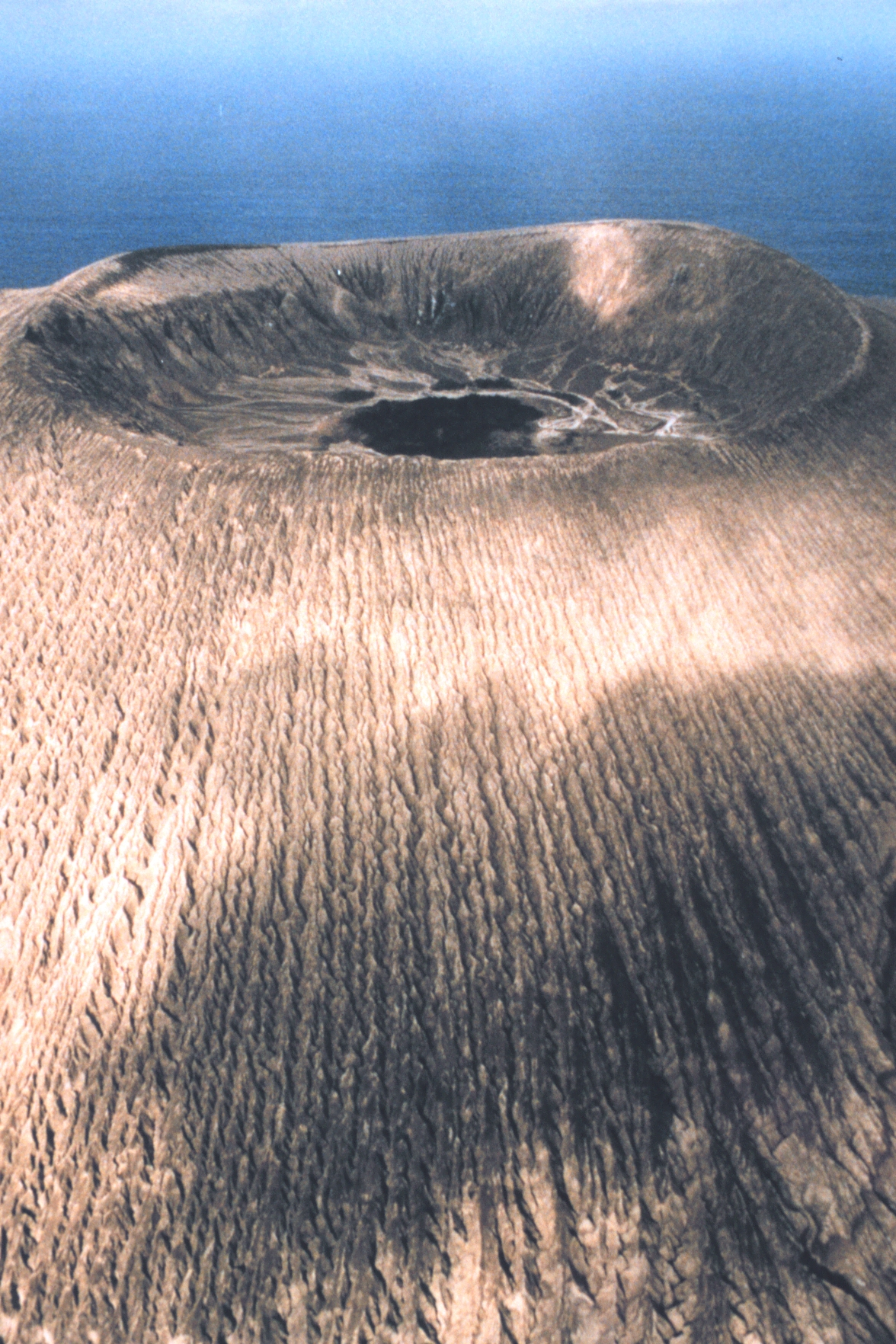

巴爾塞納火山是墨西哥的火山，位於雷維利亞希赫多群島，距離南下加利福尼亞州350公里，海拔高度332米，最近一次火山噴發在1953年3月發生。